# The Kink Kontroversy
The Kink Kontroversy es el tercer álbum de estudio de la banda británica The Kinks, lanzado en 1965. Es un trabajo de transición, con elementos de sus primeros trabajos y elementos de lo que después serían sus trabajos. El título del disco es una parodia de la reputación de controvertidos que tuvo la banda, incluyendo peleas en sus conciertos y los disturbios en sus conciertos europeos, cosa que llevó a la prohibición de celebrar conciertos en Estados Unidos.

## Lista de canciones
Todas las canciones compuestas por Ray Davies, excepto donde se indique lo contrario.
Lado A
1. "Milk Cow Blues" (Sleepy John Estes; arreglos de The Kinks) – 3:44
2. "Ring the Bells" – 2:21
3. "Gotta Get the First Plane Home" – 1:49
4. "When I See That Girl of Mine" – 2:12
5. "I Am Free" (Dave Davies) – 2:32
6. "Till the End of the Day" – 2:21

Lado B
1. "The World Keeps Going Round" – 2:36
2. "I'm on An Island" – 2:19
3. "Where Have All the Good Times Gone" – 2:53
4. "It's Too Late" – 2:37
5. "What's in Store for Me" – 2:06
6. "You Can't Win" – 2:42

Pistas adicionales CD
1. "Dedicated Follower of Fashion" - 3:05
2. "Sittin' on My Sofa" - 3:08
3. "When I See That Girl of Mine" (versión demo) - 2:01
4. "Dedicated Follower of Fashion" (versión estéreo alternativa) - 3:01

## Personal
- Ray Davies - voz, guitarra
- Dave Davies - guitarra, voz, voz principal en "I Am Free"
- Peter Quaife - bajo
- Mick Avory - batería